# Aulocheta violacea
Aulocheta violacea là một loài bướm đêm trong họ Erebidae.